# Série 1320 da CP
A Série 1320 (1321-1337), também conhecida como Ateinsa ou Espanhola, descreve um tipo de locomotiva de bitola ibérica, a tracção diesel-eléctrica, que esteve ao serviço da operadora ferroviária Caminhos de Ferro Portugueses.

## História

### Antecedentes

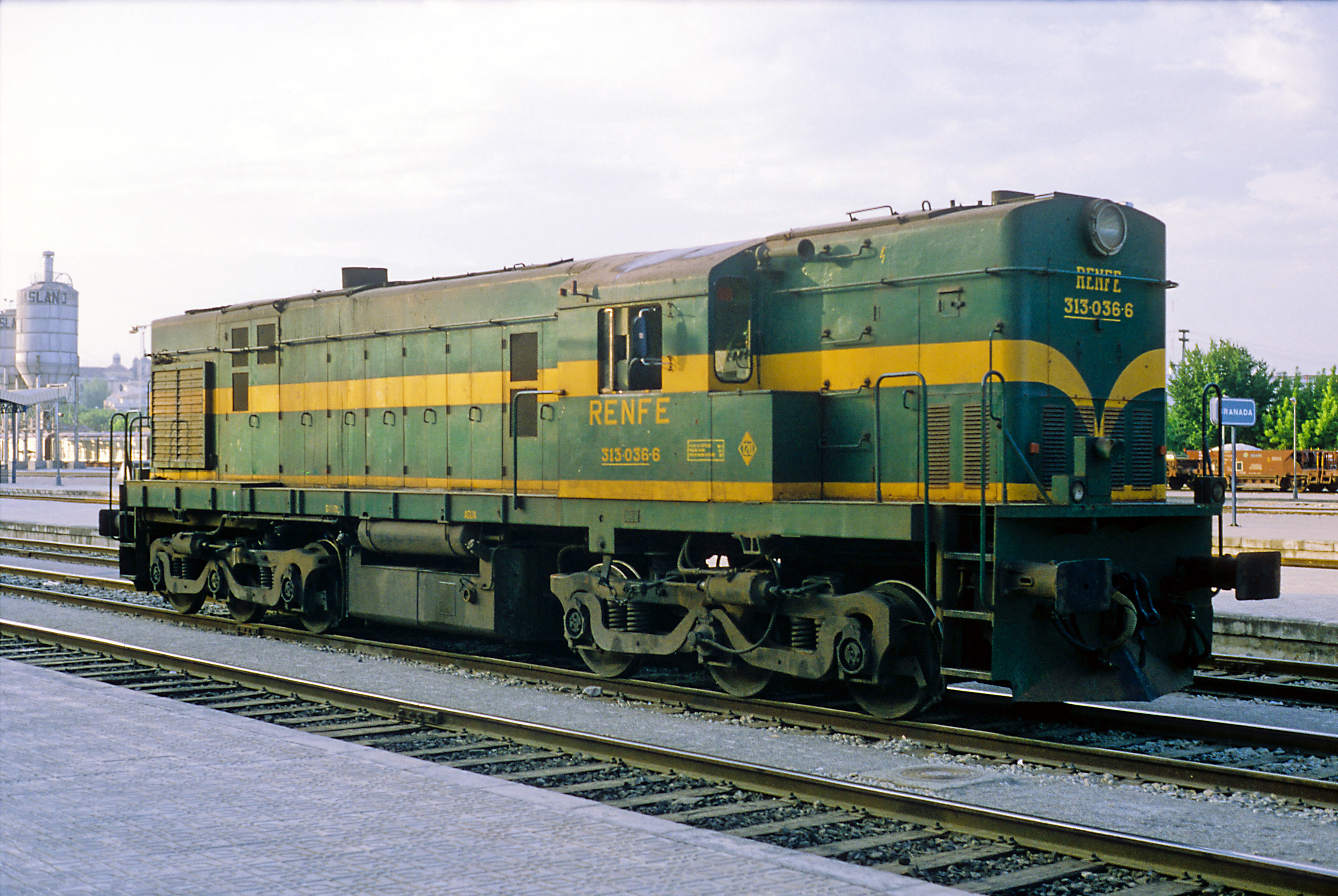
Locomotiva Série 313 da Renfe, na libré desta operadora.

Entre 1967 e 1969, a empresa espanhola Ateinsa fabricou um conjunto de várias locomotivas para a operadora ferroviária espanhola Red Nacional de los Ferrocarriles Españoles baseadas no modelo DL-535 da American Locomotive Company. As primeiras unidades entraram ao serviço em 1967, tendo originalmente constituído a Série 1300 da RENFE, e depois reclassificadas como Série 313. As locomotivas desta série asseguraram comboios de mercadorias e passageiros, tendo-se destacado principalmente pelos seus serviços de carga de minério na zona oriental da Andaluzia A numeração original destas dezoito locomotivas era 1301, 1302, 1305, 1307, 1308, 1311, 1314, 1315, 1317, 1320, 1328, 1329, 1330, 1332, 1334, 1335, 1337, e 1339.

### Aquisição e entrada ao serviço da C. P.
No final da vida activa desta série, na década de 1980, a transportadora espanhola começou a utilizá-las como locotractoras para manobras, tendo algumas sido vendidas a empresas privadas, a empreiteiros de obras ferroviárias, e para operadoras na Argentina. Algumas unidades também foram adquiridas pela empresa Caminhos de Ferro Portugueses, tendo um dos principais motivos para a compra sido a forma como a operadora portuguesa possuía já várias locomotivas com motores do mesmo fabricante, podendo assim reduzir custos na sua manutenção e exploração, além que os operários das oficinas do Barreiro já dispunham de formação sobre os material motor desta marca. Por outro lado, estas unidades possuíam pouco peso por eixo, podendo assim circular em qualquer tipo de via.
Inicialmente, só foram adquiridas duas unidades, para se proceder a testes, tendo o contrato previsto a compra de até mais dez unidades. Em 1989, estas locomotivas passaram pelas oficinas Ateinsa, em Villaverde Bajo, em Madrid, para serem remodeladas, e modificadas de acordo com as directrizes da operadora portuguesa. Este processo consistiu numa série de reparações e de alterações estruturais, como a remoção da caixa de ferramentas junto à cabine de condução, instalação de travões duplos, a ar comprimido e vácuo, e a alteração do esquema de cores para o laranja e branco oficial da Companhia dos Caminhos de Ferro Portugueses, embora as paredes laterais exteriores das cabinas tenham sido pintadas de laranja em vez de castanho, como era usual nas locomotivas daquela operadora. O símbolo da Companhia também foi pintado de forma errada, mas ainda reconhecível, e receberam desde logo os números de série 1321 e 1322 da operadora portuguesa. Estas duas locomotivas foram enviadas para Portugal nos inícios de Junho de 1989, prevendo-se então a entrega das restantes dez unidades até ao final do ano.
Após a sua chegada a Portugal, foram submetidas a vários testes no Entroncamento, onde se confirmou que, devido à forma como a condução se fazia ao contrário de Espanha, existiam graves problemas de visibilidade a partir da cabina de condução, o que obrigava à presença de pelo menos um ajudante; mesmo assim, foram compradas as outras dez locomotivas, tendo o contrato sido alargado até mais seis unidades. Contando com as duas originais, o número total de locomotivas adquiridas foi assim de dezoito, tendo dezassete destas unidades entrado ao serviço, enquanto que a unidade restante chegou a território nacional ainda com o esquema de cores original da Red Nacional de los Ferrocarriles Españoles, não tendo chegado a receber um número de série português ou a prestar serviço, tendo sido desde logo encostada para fornecer peças ao resto da série.

### Devolução a Espanha
No entanto, apenas estiveram ao serviço da C. P. apenas durante cerca de uma década, tendo sido devolvidas à RENFE logo em 1998, que as revendeu quase todas a empresas de construção e manutenção de caminhos de ferro. A única que permaneceu por vender foi a 313.030 (1331 da C. P.), que foi preservada pela Fundación de los Ferrocarriles Españoles nas suas instalações em Villaverde Bajo. Em Julho de 2017, a Asociación Madrileña para la Restauración de Material Ferroviario anunciou que tinha assinado um acordo com a Fundación de los Ferrocarriles Españoles para o fornecimento da locomotiva, de forma a restaurá-la ao seu estado original.

## Descrição

### Descrição técnica
Esta série era composta por 17 locomotivas derivadas da Série 313 da Red Nacional de Ferrocarriles Españoles, que receberam a numeração 1321 a 1337 dos Caminhos de Ferro Portugueses. Funcionavam a gasóleo, e operavam em bitola ibérica. A transmissão utilizada era eléctrica.
Cada unidade apresentava 16,237 metros entre os tampões de choque, 2,884 metros de largura, e 4,032 metros de altura, e pesava cerca de 84 toneladas. Cada uma tinha um motor 251-D da American Locomotive Company, que apresentava uma velocidade nominal de 1100 rotações por minuto, e uma potência total de 1370 Cv ou 1022 kW. A disposição dos rodados era em C - C, e podiam ser comandadas 2 unidades ao mesmo tempo.

### Serviços em Portugal
Em 1994, estas locomotivas encontravam-se um pouco por toda a região meridional do país, rebocando principalmente composições de mercadorias mas também de passageiros e mistas, por exemplo, entre o Entroncamento e Marvão-Beirã.

## Modelismo
A empresa Alejandro Modelismo Ferroviario comercializou modelos da Série 1300 da Renfe, com decoração dos Caminhos de Ferro Portugueses.

## Ficha técnica
- Características de exploração
  - Ano de entrada ao serviço (em Portugal): 1989[11]
  - Número de unidades adquiridas: 18[1]
  - Número de unidades operacionais: 17 (1321-1337)[1]
- Dados gerais
  - Bitola de Via: 1668 mm[1]
  - Tipo de tracção: Diesel (gasóleo)[8]
  - Tipo de locomotiva: Alco DL-535[2]
  - Disposição dos rodados: C - C[5]
  - Comando em unidades múltiplas: 2[5]
- Peso: 84 toneladas[4]
- Dimensões
  - Distância entre os tampões de choque: 16237 mm[1]
  - Largura: 2884 mm[1]
  - Altura: 4032 mm[1]
- Transmissão de movimento
  - Tipo: Eléctrica[8]
- Motores de tracção
  - Fabricante: Ateinsa (com licença ALCO)[2]
  - Tipo: 251-D[8]
  - Quantidade: 1[8]
  - Potência contínua por motor:
  - Velocidade nominal: 1100 rpm[8][2]
  - Potência total: 1370 cv / 1022 kW[8][2]
- Partes mecânicas
  - Fabricante: Compañía Euskalduna[8][5]